# Samoa
Pour les articles homonymes, voir Samoa (homonymie).
État indépendant des Samoa
(sm) Malo Sa'oloto o Samoa 
(en) Independent State of Samoa 
Les Samoa, en forme longue l'État indépendant des Samoa,,,, en samoan Samoa et Malo Sa'oloto Tuto'atasi o Samoa, en anglais Samoa et Independent State of Samoa, ou le Samoa (forme longue : État indépendant du Samoa),, sont un État indépendant de Polynésie occidentale, situé dans l'ouest de l'océan Pacifique sud, appelé les Samoa-Occidentales jusqu’en 1997.
Occupant la partie occidentale des îles Samoa, l'autre partie étant sous administration américaine, les Samoa comprennent quatre îles habitées : (Upolu, Savai'i, Manono et Apolima) et six îlots inhabités. La capitale Apia et l'aéroport international de Faleolo sont situés sur la côte nord d'Upolu, deuxième plus grande île de l'archipel derrière Savai'i. Les Samoans vivant à l'étranger, notamment aux États-Unis et en Nouvelle-Zélande, sont cependant plus nombreux que ceux restés aux Samoa.
Les Samoa sont une démocratie parlementaire membre de l'Organisation des Nations unies et du Commonwealth des Nations. L'économie du pays s'est longtemps fondée sur l'exportation de matières premières (coprah, cacao et bananes notamment). Si l'agriculture emploie encore la majorité de la population active et continue à fournir une partie importante des exportations, l'industrie, les envois de fonds et le tourisme jouent un rôle important dans son économie.
L'archipel des Samoa est peuplé depuis plus de 3 000 ans. Il a été sous domination tongienne du Xe siècle au XIVe siècle avant de reconquérir son indépendance. À la fin du XIXe siècle, il fait l'objet des convoitises occidentales, et est partagé en 1899 entre l'Allemagne à l'ouest et les États-Unis à l'est. La partie allemande est capturée par la Nouvelle-Zélande en 1914, pays qui en devient la puissance mandataire en 1919. Après une quinzaine d'années de troubles indépendantistes liés à l'activisme Mau, les Samoans sont mieux associés à la gestion de la colonie, qui devient le 1er janvier 1962 la première colonie d'Océanie à retrouver l'indépendance. De cette date au 4 juillet 1997, le pays s'appelait État indépendant des Samoa-Occidentales, communément appelé Samoa-Occidentales, en samoan Samoa i Sisifo et en anglais Western Samoa. Le retrait de i Sisifo (c'est-à-dire « occidentales », « au couchant ») du toponyme samoan manifeste la volonté de représenter l'ensemble de l'archipel en incluant les Samoa américaines voisines.

## Histoire

Les Samoa dans la Polynésie ancestrale (Fidji n'en fait pas partie).

Les Samoa sont occupées aux alentours de l'an 1000 av. J.-C. par des Austronésiens de culture Lapita. Parlant le proto-polynésien, ils forment la Polynésie ancestrale. Les Samoa font partie de Hawaiki, une zone que les Polynésiens considèrent comme leur foyer originel et qui a pris au fil du temps une dimension mythique.
Elles sont conquises par les Tonga, et deviennent une province de l'empire Tu’i Tonga, jusqu'à ce que les Samoans se révoltent avec succès au XIIIe siècle et obtiennent leur indépendance de l'empire.
Le Hollandais Jacob Roggeveen est le premier Européen à aborder l'archipel en 1722. L'explorateur français Louis-Antoine de Bougainville nomme l'archipel les îles du Navigateur en 1768.
En 1889, le traité de Berlin est signé, garantissant l'indépendance politique des Samoa. Le régime établi est alors une monarchie.
En 1899, les Samoa sont divisées en deux parties : les Samoa allemandes et les Samoa orientales (sous contrôle américain). Cette division persiste encore aujourd'hui.
En 1914, la Nouvelle-Zélande prend le contrôle des Samoa occidentales. Elle les garde ensuite sous mandat de la Société des Nations puis sous mandat de l'Organisation des Nations unies jusqu'en 1961. À partir des années 1920, le mouvement Mau, mouvement anticolonial pacifique, fait campagne pour l'indépendance.
Les Samoa occidentales obtiennent leur indépendance le 1er janvier 1962 à la suite d'un référendum.
Le pays devient membre du Commonwealth en 1970 et de l'ONU en 1976.

Le 4 juillet 1997, les Samoa-Occidentales changent de nom pour prendre celui de Samoa.

## Subdivisions
Le Samoa est divisé en onze districts : A'ana, Aiga-i-le-Tai, Atua, Fa'asaleleaga, Gaga'emauga, Gagaifomauga, Palauli, Satupa'itea, Tuamasaga, Va'a-o-Fonoti et Vaisigano.

## Géographie

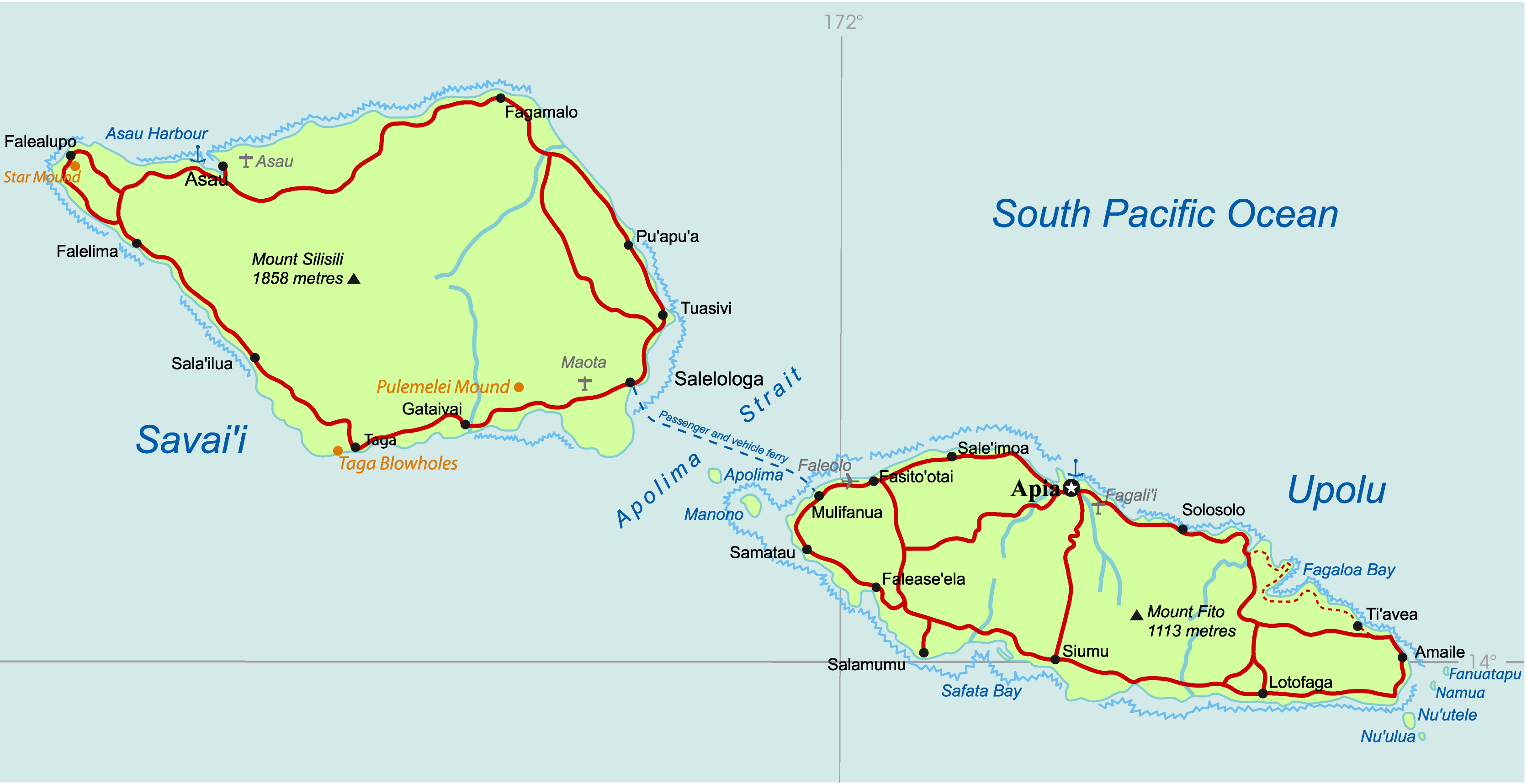
Carte des Samoa

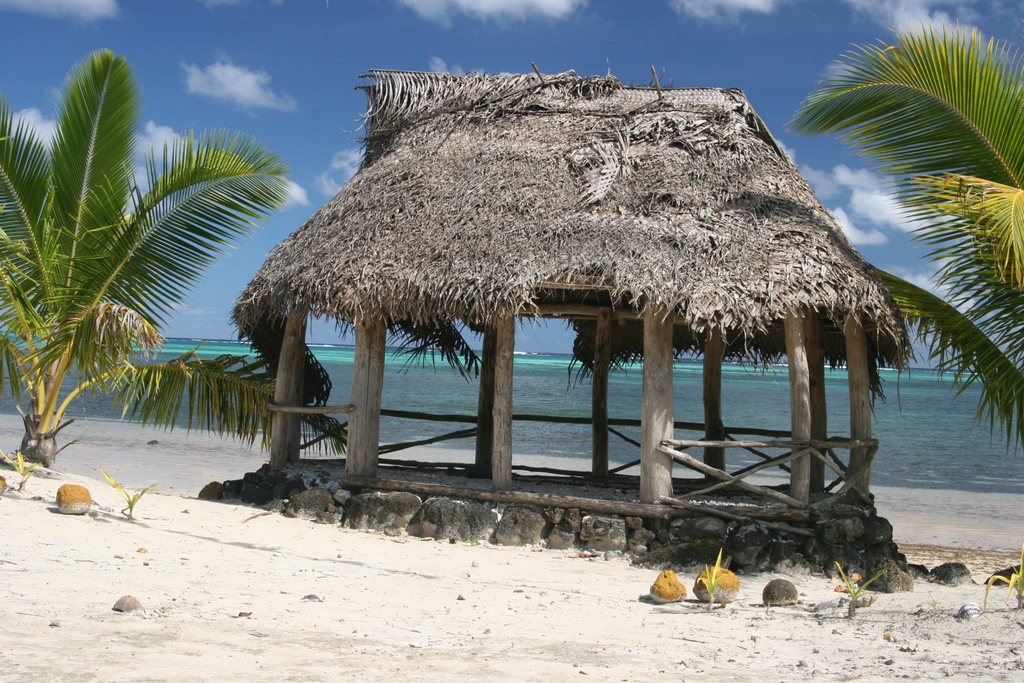
Faleo'o sur la plage sur l'île de Manono.

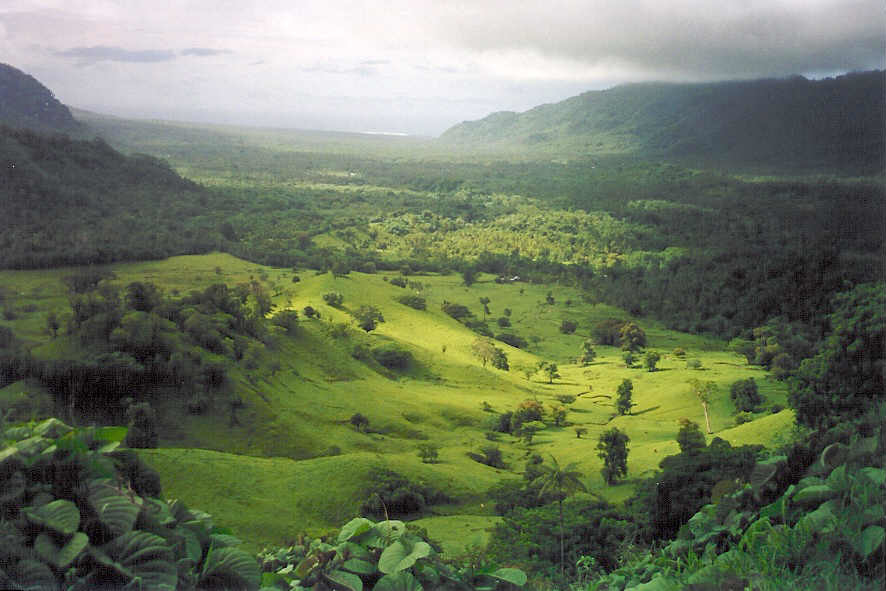
Paysage sur l'île d'Upolu.

Les Samoa sont situées à 482 km à l'est de Wallis-et-Futuna, tout près de la ligne internationale de changement de date et à peu près aux trois cinquièmes de la distance séparant Hawaï de la Nouvelle-Zélande. À environ 1 130 km au nord s'étendent les îles Phœnix (Kiribati). Entre ce dernier archipel et les Samoa se localisent les Tokelau, elles-mêmes à 522 km d'Apia. Les îles situées à l’est du 171e degré de longitude ouest forment les Samoa américaines et celles à l’ouest l'État indépendant du Samoa. Celui-ci comprend les deux grandes îles d'Upolu et de Savai'i ainsi que huit îlots. Presque les trois quarts de la population habitent sur l'île principale d'Upolu, où se trouve également la capitale, Apia.
Les quatre îles habitées du Samoa se nomment Savai'i, Upolu, Apolima et Manono.
Les six îles inhabitées se nomment Fanuatapu, Namu’a, Nu'utele, Nu'ulua, Nu'ulopa et Nu'usafe'e.
Autrefois baptisées archipel des Navigateurs, les îles formant les Samoa sont d’origine corallienne ou volcanique. La présence de coulées de lave volcanique rend plusieurs des îles de l'archipel inhabitables.
Les Samoa sont assez montagneuses et le sommet le plus élevé de l'archipel est le Mauga Silisili (1 858 m), sur l’île de Savai’i.
Le climat est tropical avec une saison des pluies commençant en novembre et se terminant en avril. La faune des Samoa est assez restreinte, on n’y trouve que peu d'animaux : serpents, lézards et oiseaux. La flore des Samoa est en revanche très riche, la forêt recouvrant les îles est luxuriante. Plusieurs plantes et animaux des Samoa sont endémiques (on ne les retrouve nulle part ailleurs sur la planète). Il est donc de la responsabilité de l’État de les conserver. C’est pourquoi le Samoa s'est doté de la Faatotoe le Muli o le Ola (stratégie de la biodiversité du Samoa).
Les cyclones tropicaux sont fréquents et dévastateurs pour l’agriculture du Samoa. C’est la raison principale pour laquelle les Samoa, dont l’économie dépend majoritairement de l’agriculture, ont encore besoin de l'aide internationale.
Le 29 septembre 2009, le Samoa est touché par un tremblement de terre d'une magnitude de 8 suivi d'un tsunami causant des dégâts importants et faisant plus de 115 morts.
La température moyenne annuelle est de 22 °C.
Le 30 décembre 2011, les pendules samoanes durent avancer de 24 heures afin de changer de fuseau horaire. En effet, le Samoa désirait ainsi se calquer sur les horaires de l'Australie et de la Nouvelle-Zélande qui sont ses deux principaux partenaires commerciaux, plutôt que sur ceux des États-Unis. Ce changement de fuseau eut également pour conséquence de déplacer la ligne de changement de date à l'est de l'archipel. Ainsi, les Samoans se couchèrent le 29 décembre au soir pour se réveiller le lendemain, 31 décembre : pour eux, la date du 30 décembre 2011 n'existe donc pas.

## Politique

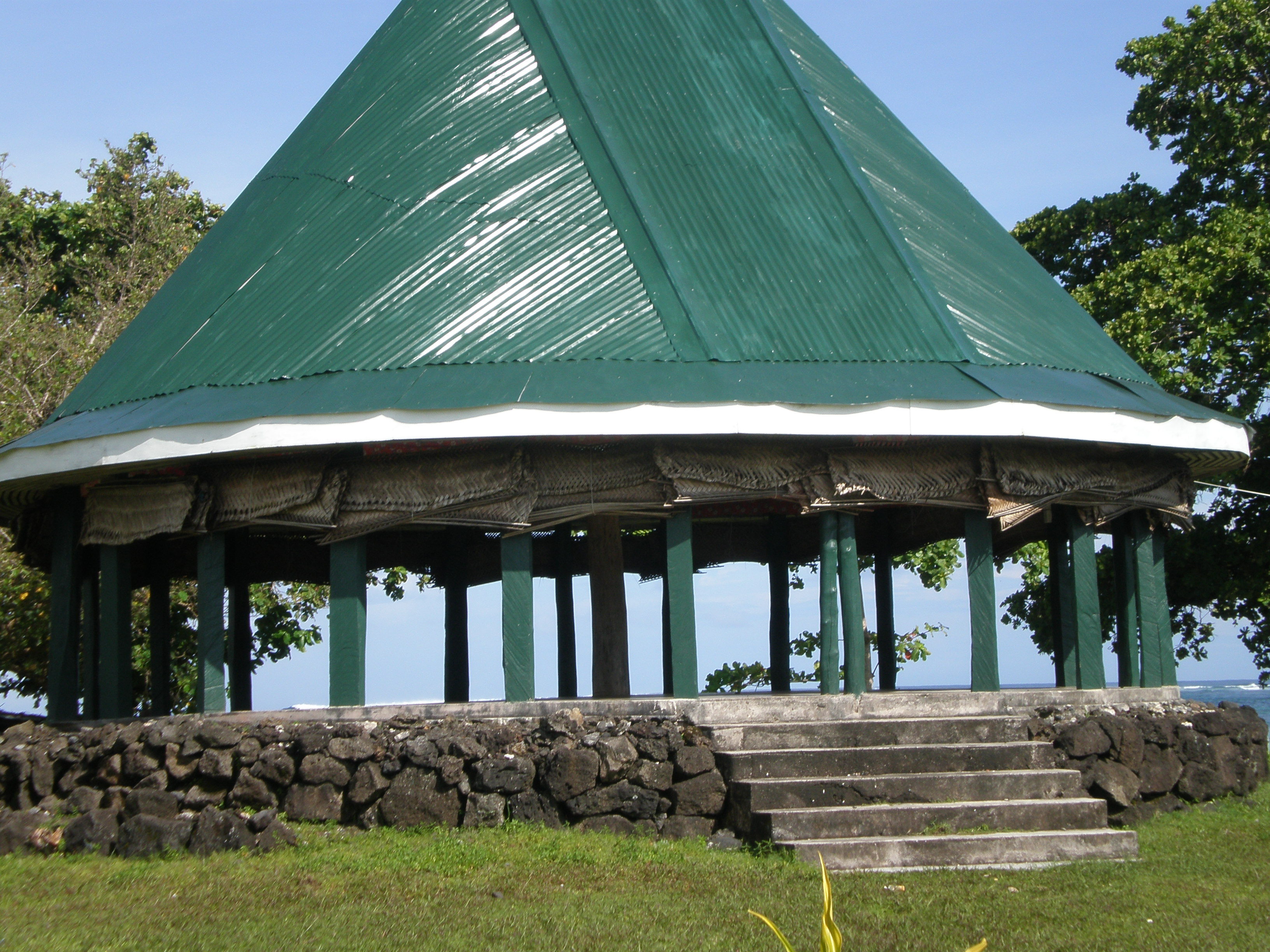
Fale tele, la maison traditionnelle dans le village de Lelepa sur l'île de Savai'i en 2009.

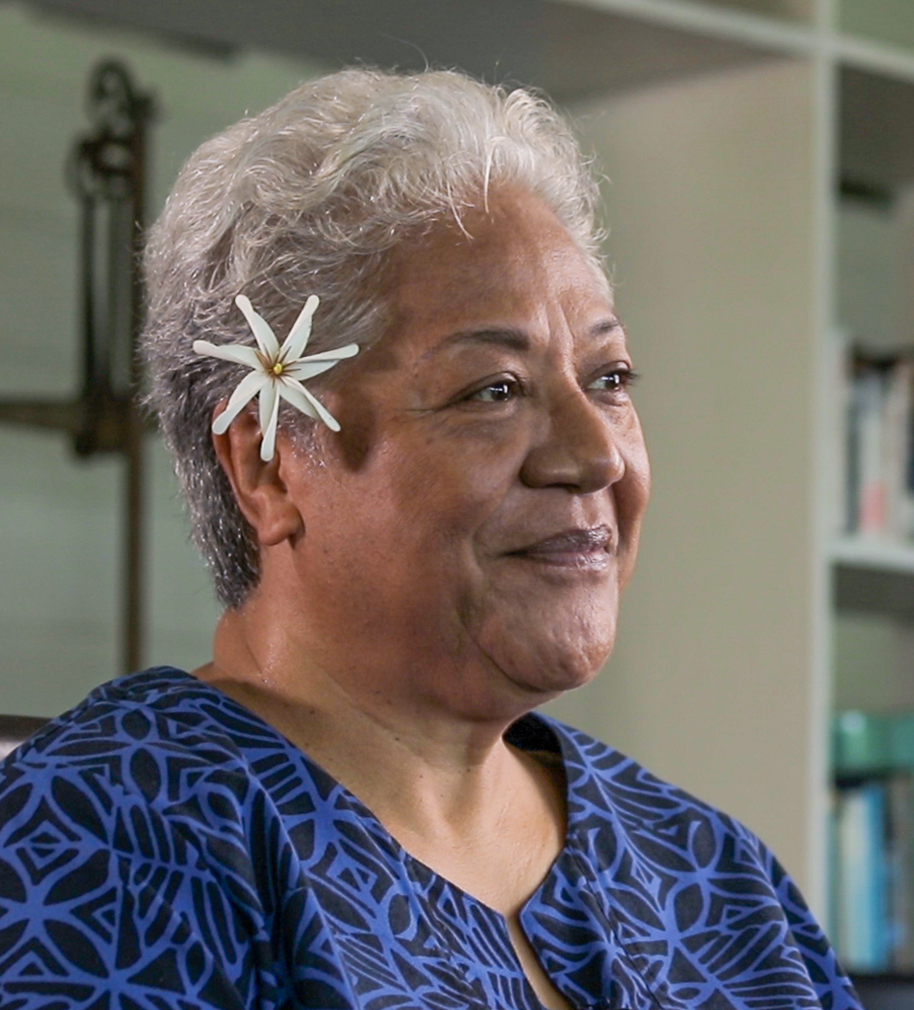
Naomi Mata'afa, Première ministre des Samoa depuis 2021.

Les Samoa forment une monarchie parlementaire constitutionnelle souveraine depuis 1962. La constitution de 1960, qui prend formellement effet à l'indépendance du pays, est basée sur le système de Westminster de démocratie parlementaire du Royaume-Uni, modifiée pour prendre en compte les coutumes des Samoa. Le grand chef samoan Fiame Mata'afa Faumuina Mulinu’u II est le 1er Premier ministre lors de l'indépendance en 1962 ; les deux autres grands chefs samoans sont désignés conjointement pour le titre de chef de l'État. En 1963, après la mort de Tupua Tamasese Mea'ole, Malietoa Tanumafili II demeure seul à occuper ce poste jusqu'à son décès, survenu le 11 mai 2007. Ses successeurs sont élus par le Parlement pour des mandats de cinq ans. Va'aletoa Sualauvi II est chef de l'État depuis le 21 juillet 2017 et a été réélu le 23 août 2022.
Naomi Mata'afa est, quant à elle, Première ministre depuis le 24 mai 2021. Le rôle du chef de l'État étant essentiellement symbolique, c'est la Première ministre qui détient l'essentiel du pouvoir exécutif.

## Économie

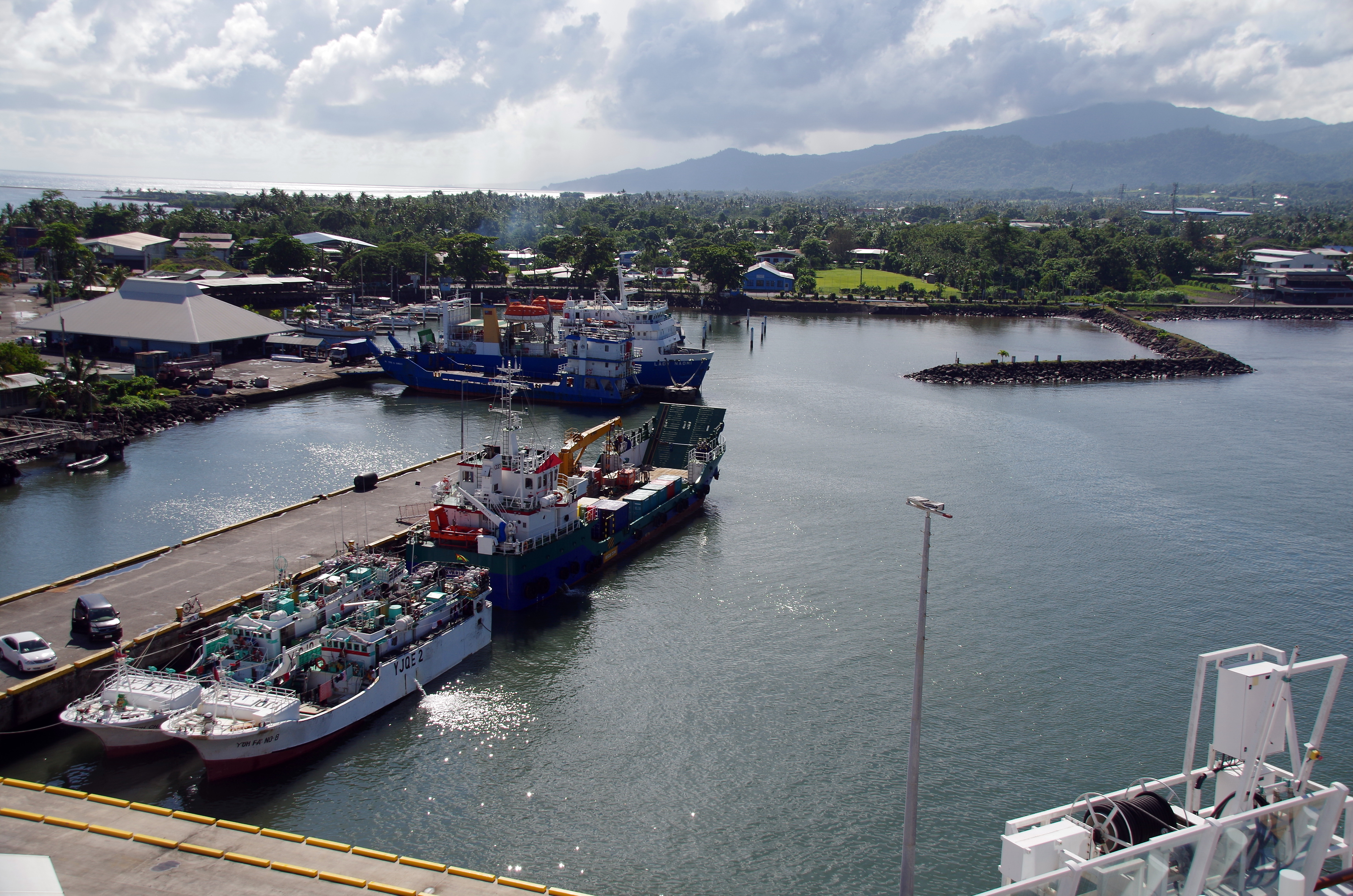
Le port d'Apia, capitale des Samoa, en 2018.

Les principales exportations du Samoa sont le coprah, le cacao, la banane et le café.
L'agriculture emploie les deux tiers de la population du Samoa et fournit 90 % des revenus d'exportation. Les principaux pays où les produits sont exportés sont l'Australie, les États-Unis et le Japon.
Le tourisme est un secteur en expansion, comptant pour 25 % du PIB, avec 88 000 touristes, en 2001.
Seul pays du Pacifique à avoir été classé par l'ONU dans la catégorie des pays les moins avancés, cette situation lui permet de recevoir de l'aide internationale (52 millions en 1992, 41 % du PNB). Les importations de pétrole engouffrent 99 % des revenus des exportations.
Les Samoans ont roulé à droite jusqu'au 7 septembre 2009, mais compte tenu des relations économiques étroites avec la Nouvelle-Zélande et l'Australie, en particulier pour l'importation de véhicules, le sens de circulation a changé.

## Démographie

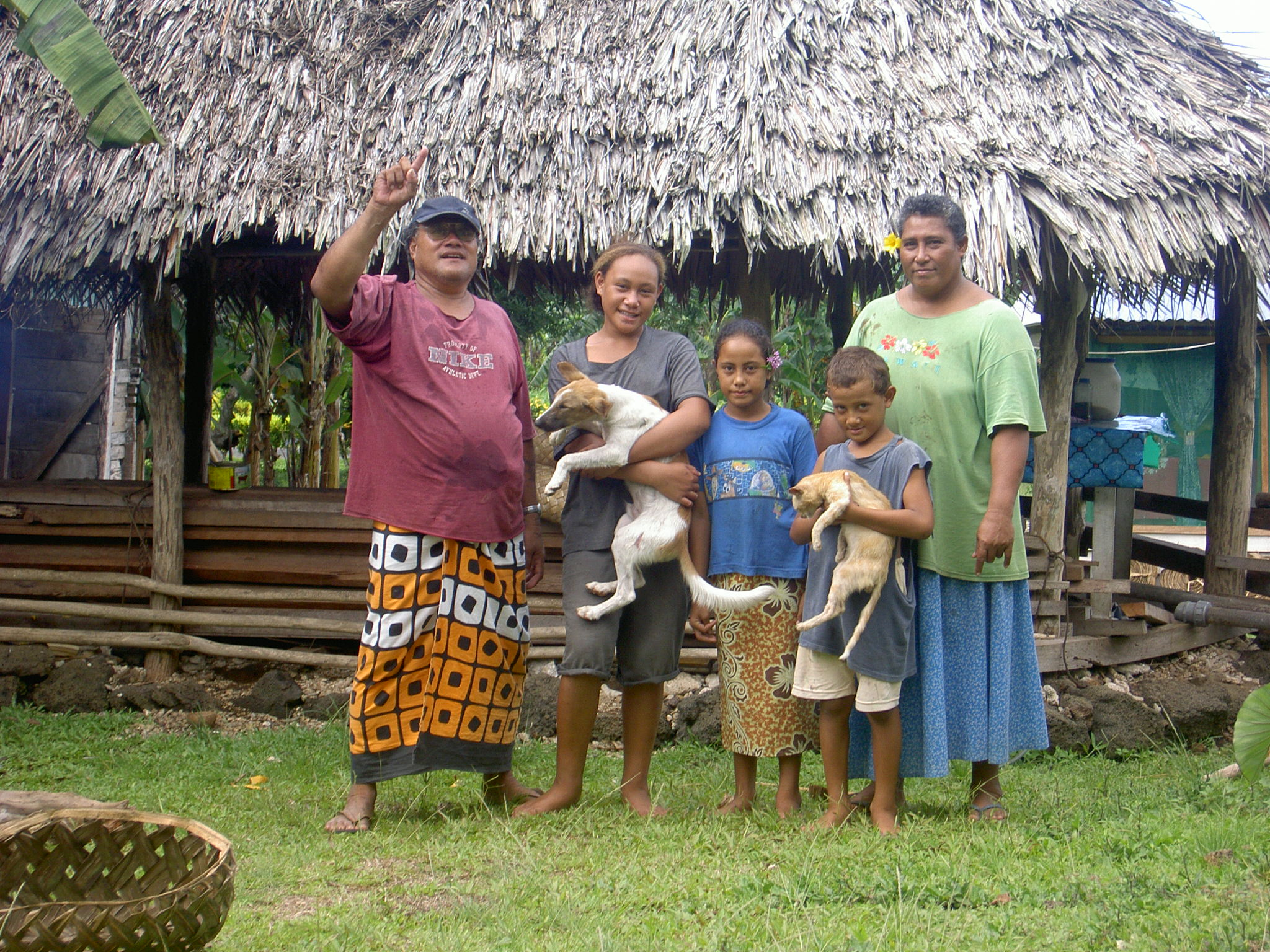
Une famille samoane devant son fale en 2005.

Apia, avec une population de 37 000 habitants (en 2006), est la capitale et le centre commercial du Samoa. 50 % de la population du Samoa habite ou travaille à l'étranger. La plupart partent pour la Nouvelle-Zélande, l'Australie ou vers les Samoa américaines, première étape avant une seconde migration vers les États-Unis.

### Religion
Depuis 2017, l'article 1 de la Constitution samoane stipule que « les Samoa sont une nation chrétienne fondée par Dieu le Père, le Fils et le Saint-Esprit ».

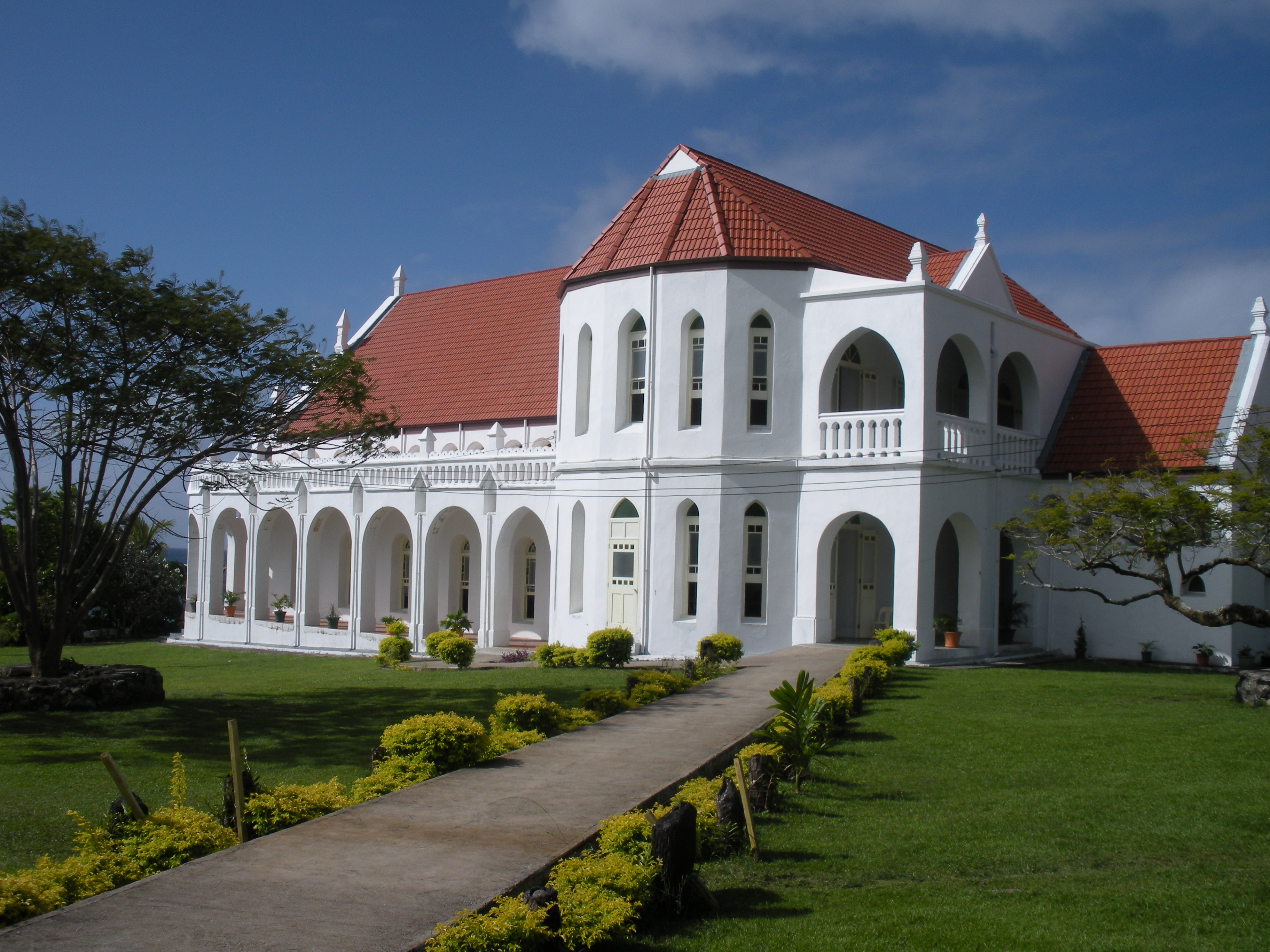
Chapelle méthodiste à l'université théologique de Piula, à Upolu.

Les Samoans se répartissent parmi les confessions suivantes : 
- Église congrégationaliste chrétienne de Samoa 31,8 %,
- catholique romaine 19,4 %,
- méthodiste 15,2 %,
- Assemblée de Dieu 13,7 %,
- Église de Jésus-Christ des Saints des Derniers Jours 7,6 %,
- adventiste du septième jour 3,9 %,
- Centre de culte 1,7 %,
- autres chrétiens 5,5 %,
- autres 0,7 %,
- aucun 0,1 %,
- non spécifié 0,1 % (estimation de 2011)[21].

Le chef de l'État jusqu'en 2007, Malietoa Tanumafili II, était de confession bahá'í. Les Samoa accueillent la septième (sur les neuf actuelles) maisons d'adoration bahá'ies dans le monde ; achevé en 1984 et consacré par le chef de l'État, il est situé à Tiapapata, à 8 km d'Apia.

## Culture

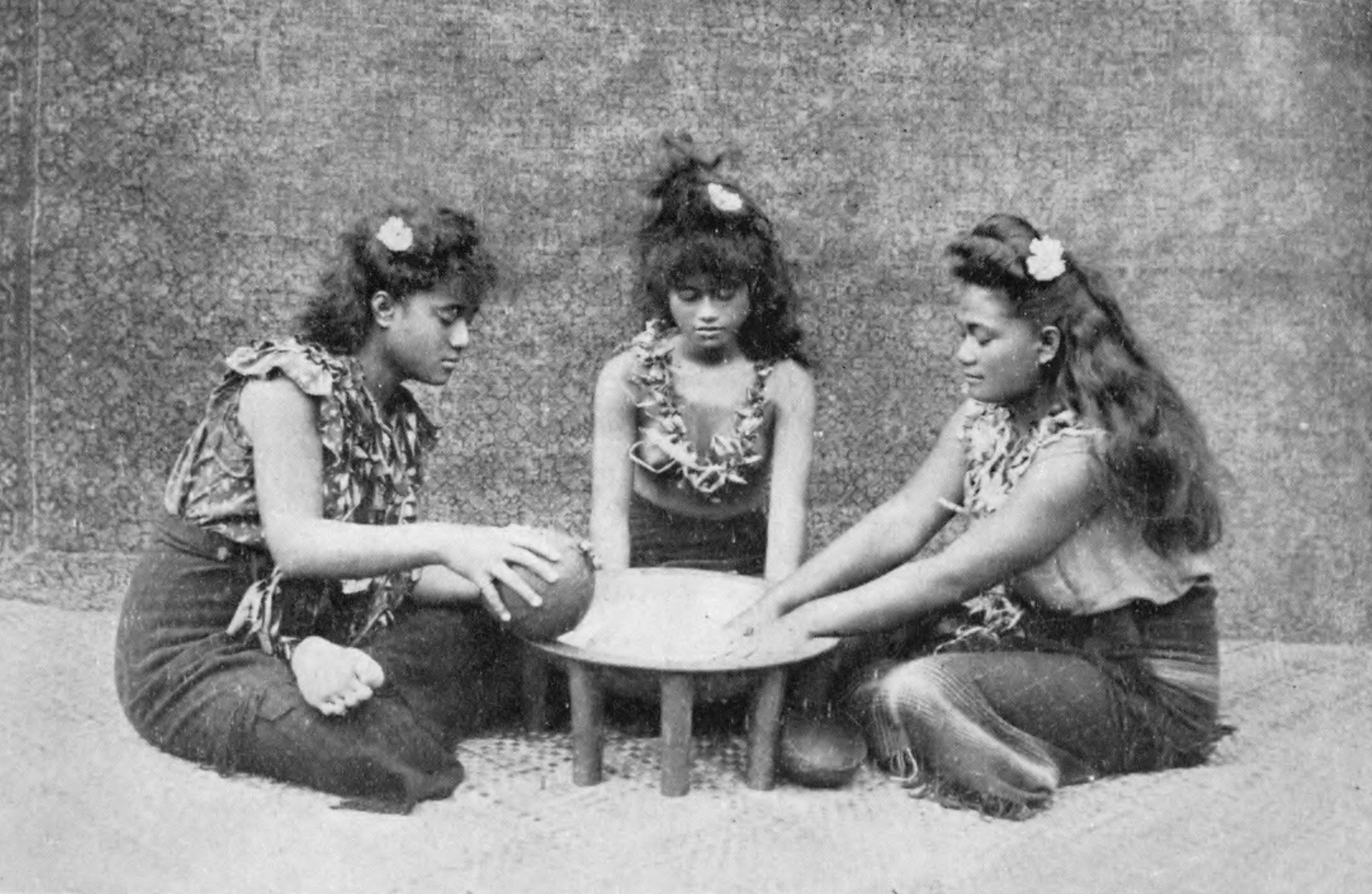
Cérémonie dava en 1909.

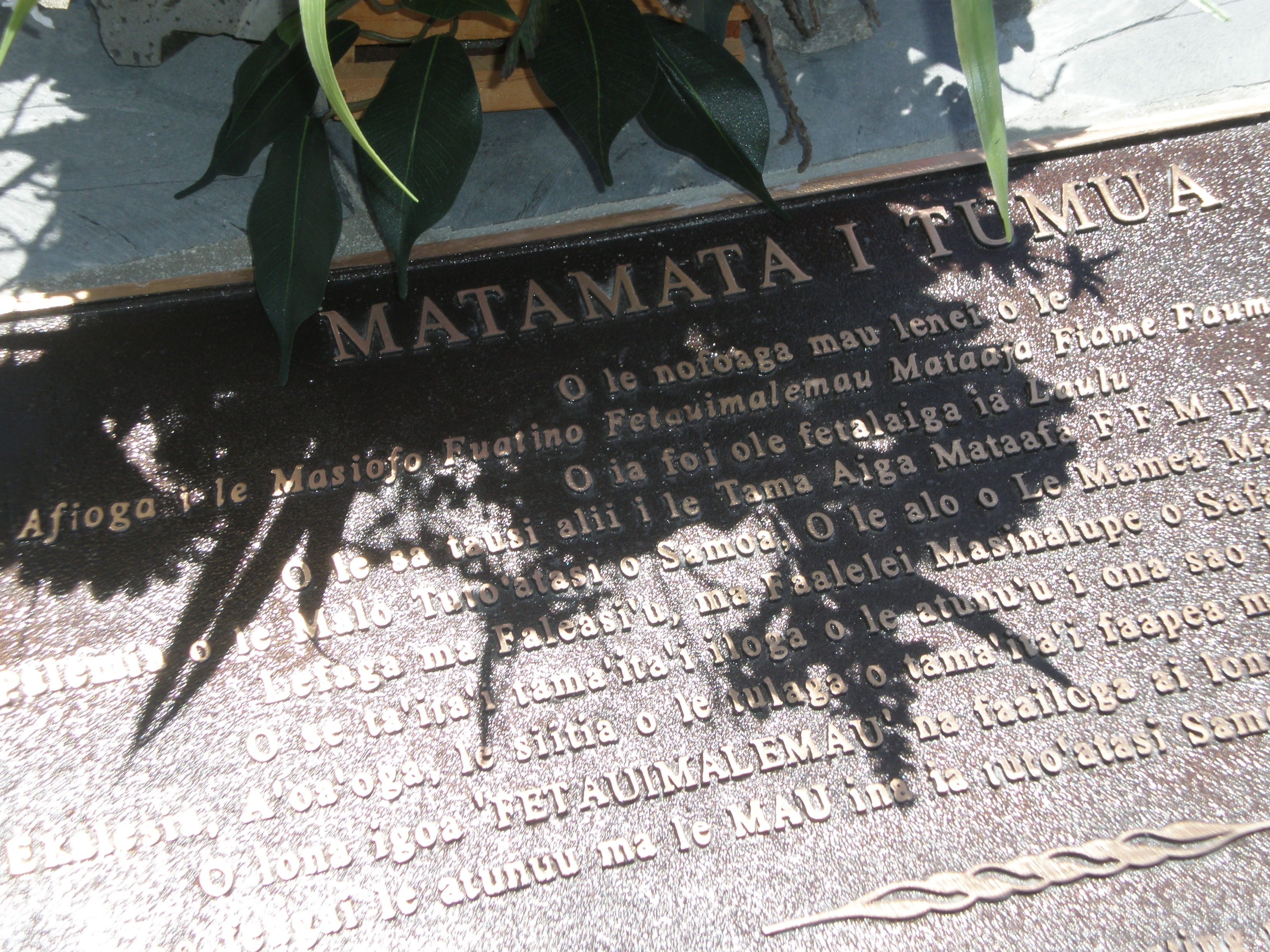
Inscription en samoan sur une tombe dans le village de Lotofaga à Upolu.

Le fa'asamoa pourrait se traduire par « la manière samoane ». C'est une sorte de code de conduite qui touche surtout les comportements envers autrui et implique un grand respect des autorités en place : aînés, policiers, parents, etc.

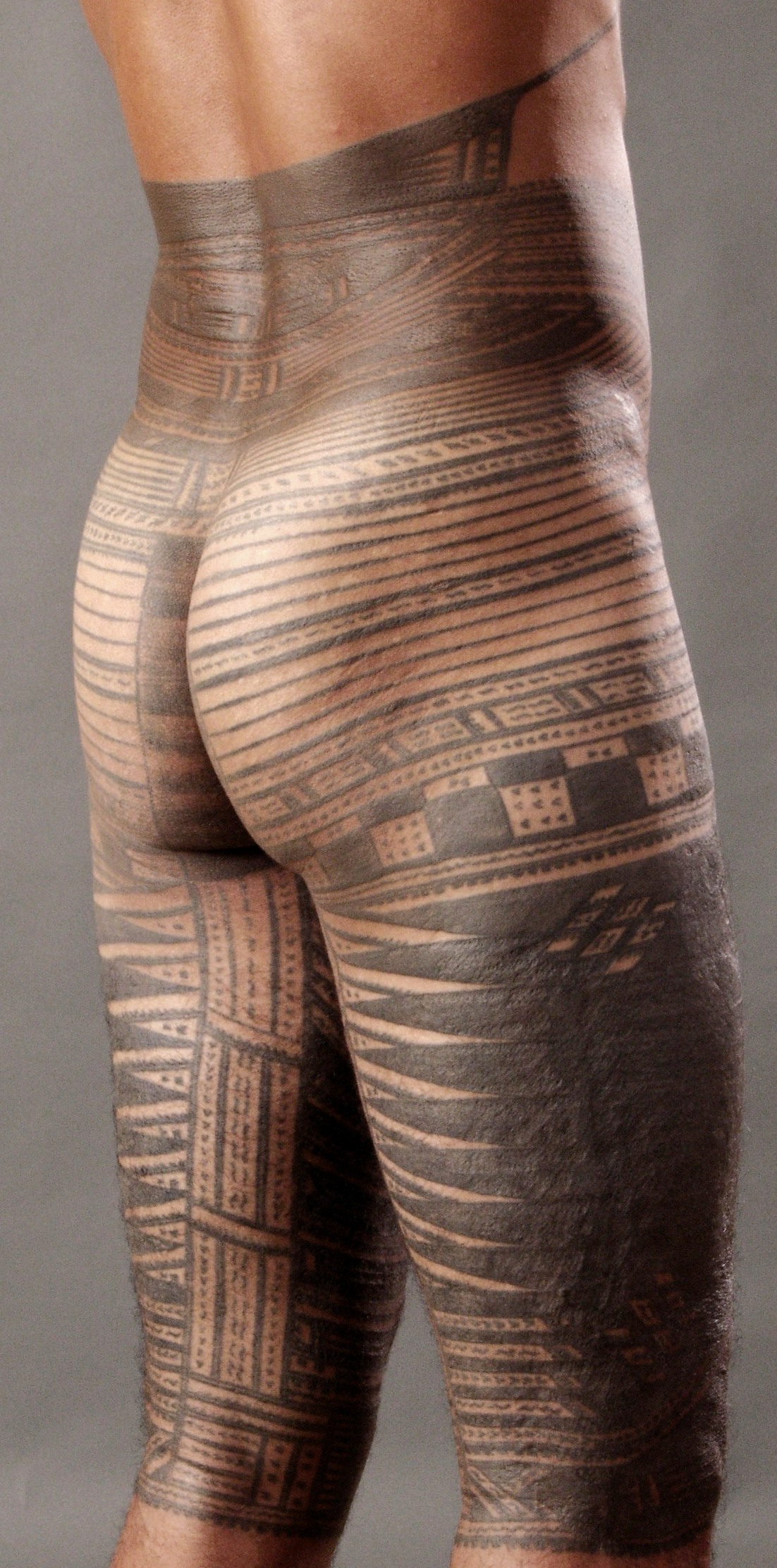
Le tatau (ou pe'a), tatouage masculin traditionnel des Samoa.

Le fa'asamoa se manifeste également dans le système judiciaire des Samoa qui est séparé en deux. Le premier est un système de type occidental et repose sur une force policière ainsi que sur des tribunaux administrés par le gouvernement central. Le deuxième est de type traditionnel et relève de la juridiction de chaque village.
En dépit des siècles d'influence européenne, les Samoa maintiennent leurs coutumes historiques, leurs systèmes sociaux et leur langue, le samoan.
L'île d'Upolu a accueilli le romancier écossais Robert Louis Stevenson dans les quatre dernières années de sa vie, entre 1890 et 1894. Il aura marqué la vie sociale et politique des îles Samoa pendant cette période. Il est décédé à Vailima et enterré au sommet du mont Vaea.
| Date                                                                     | Nom français             | Nom local      | Remarques |
| ------------------------------------------------------------------------ | ------------------------ | -------------- | --- |
| 1er janvier                                                              | Jour de l'an             |                | |
| Vendredi saint                                                           | Vendredi saint           |                | |
| Premier dimanche suivant la première pleine lune après l'équinoxe vernal | Pâques                   |                | |
| Le lendemain de Pâques                                                   | Lundi de Pâques          |                | |
| 25 avril                                                                 | Journée de l'ANZAC       |                | Cette journée marque l'anniversaire de la première grande bataille militaire auxquelles les armées d'Australie et de Nouvelle-Zélande prirent part durant la Grande Guerre : la bataille des Dardanelles. |
| 12 mai                                                                   | Fête des mères des Samoa |                | |
| 1er juin                                                                 | Fête de l'indépendance   |                | Cette journée commémore la première fois où les drapeaux néo-zélandais et samoan ont été hissés ensemble, le 1er juin 1962.                                                                               |
| 4 août                                                                   | Fête du Travail          |                | |
| Deuxième lundi d'octobre                                                 | Fête de l'enfance        | Lotu a Tamaiti | Cette journée est maintenant appelée « White Sunday » à travers les îles du Pacifique, les enfants portant des vêtements blancs à l'occasion de cette fête.                                               |
| 7 novembre                                                               | Jour de l'arbre          | Arbor Day      | |
| 25 décembre                                                              | Noël                     |                | |

### Littérature
La culture samoane est avant tout de tradition orale.
Le poète et romancier Albert Wendt (1939-) est l'écrivain samoan le plus connu internationalement. D'autres écrivains anglophones sont connus : Sia Figiel (1967-), Aiono Fanaafi Le Tagaloa (1932-), Tusiata Avia (1966-) et Sapa'u Ruperake Petaia (1951-).

### Cinéma
- O Le Tulafale (titre en anglais : The Orator) (2011, long métrage)
- Va Tapuia (titre en anglais : Sacred Spaces) (2009, court métrage)
- Moana (Moana : A Romance of the Golden Age)  (1926, 77 minutes)

### Sports

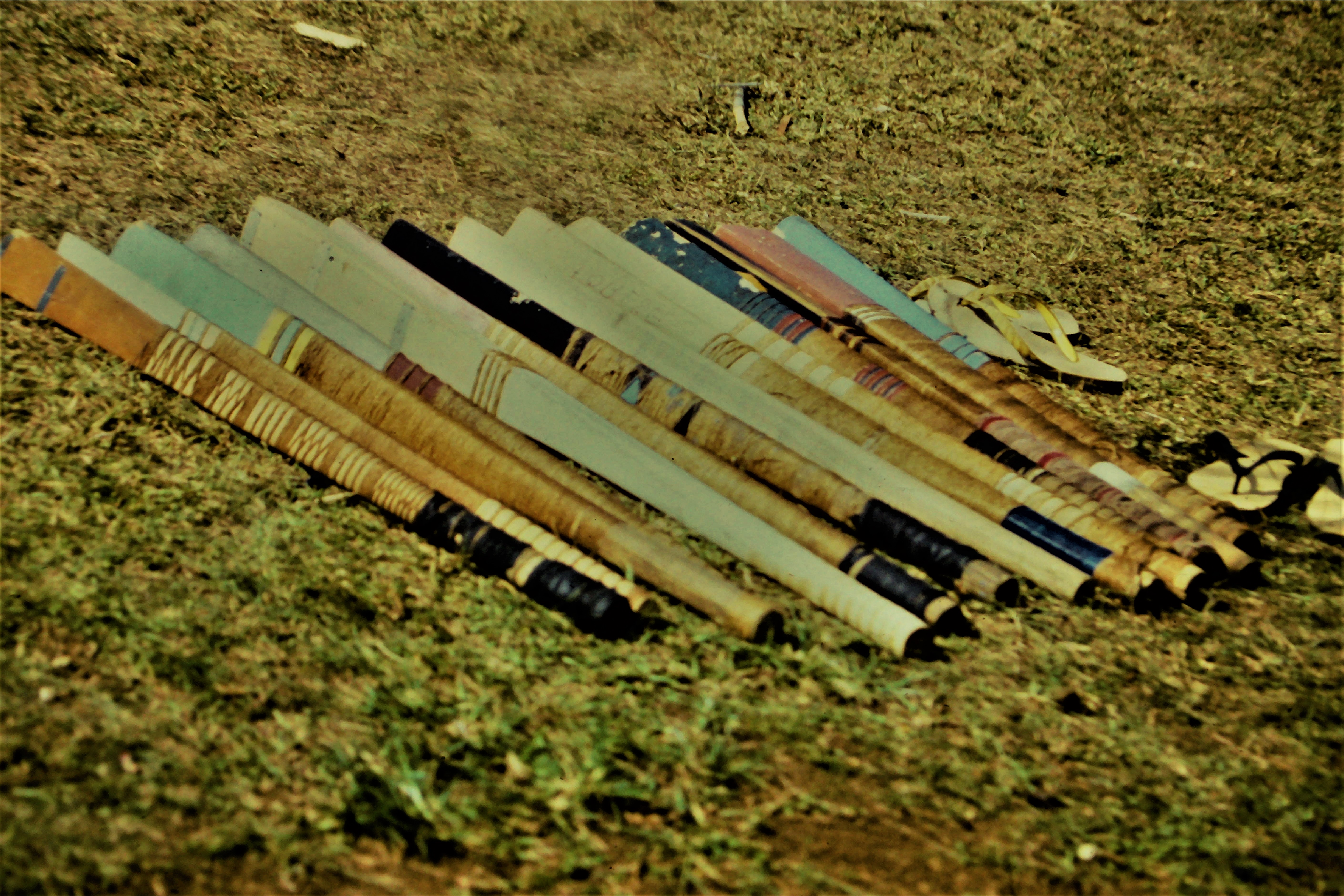
Battes de kirikiti, sport samoan dérivé du cricket.

Le rugby à XV est populaire aux Samoa. De nombreux joueurs du championnat néo-zélandais sont samoans, même certains des All Blacks sont d'origine samoane, comme Tana Umaga (formé au rugby à 13).
De 2004 à 2008, l'équipe des Samoa s'associe parfois avec d'autres archipels (Fidji, Tonga, Îles Cook) pour former les « Pacific Islanders », sorte de Barbarians des archipels océaniens.
Autre sport important aux Samoa, le kirikiti est un dérivé du cricket qui se joue avec une balle en caoutchouc. Il n'y a pas de compétition officielle mais c'est sans doute le sport le plus populaire[réf. nécessaire], qui se pratique généralement en fin d'après-midi de manière amicale.

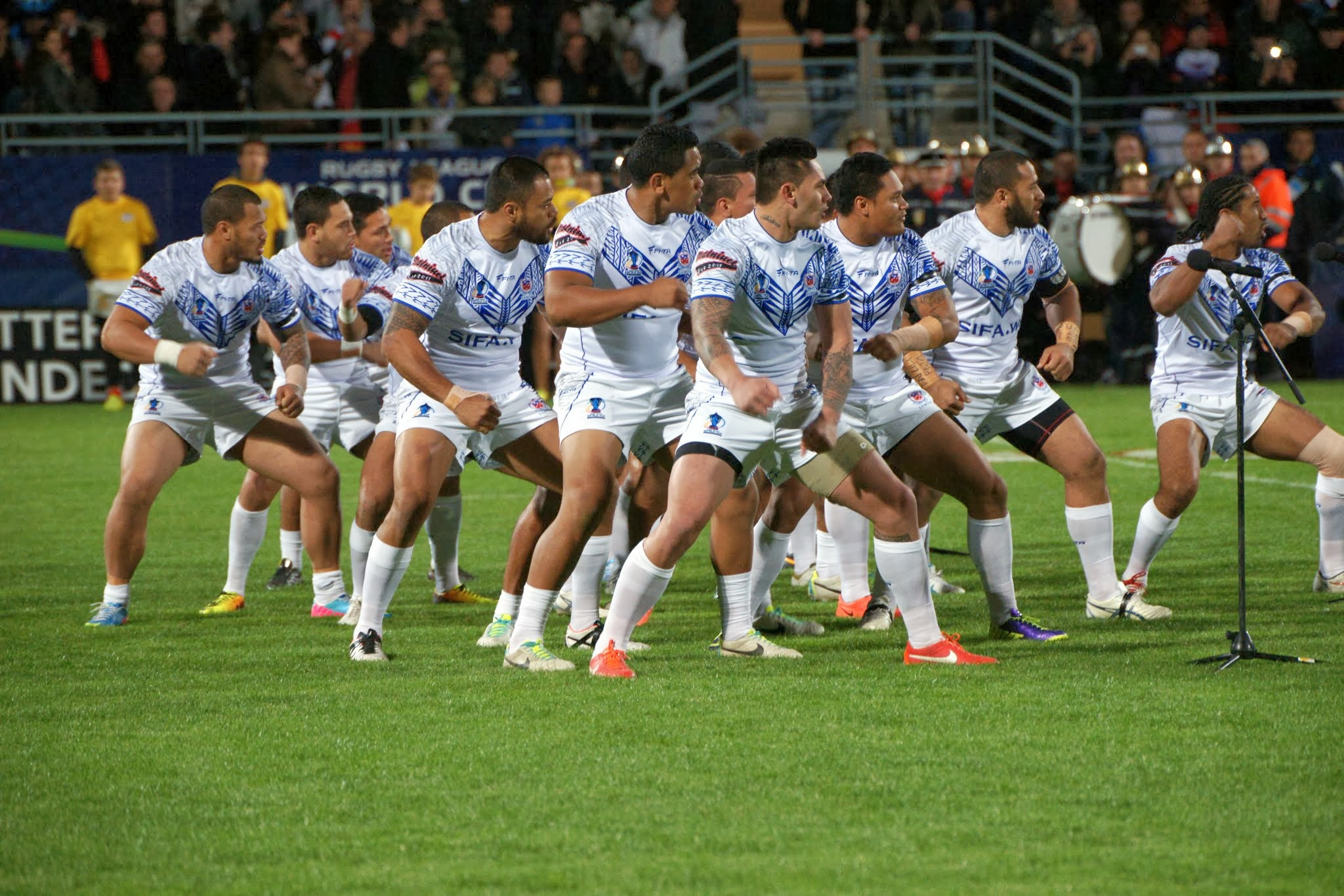
L'équipe des Samoa de rugby à XIII effectue la danse du Siva tau le 11 novembre 2013 à Perpignan (France) lors de la coupe du monde de rugby.

Le rugby à XIII est aussi très populaire aux Samoa (les îles comptent une dizaine de clubs). Il existe depuis les années 1990 de par le soutien de la fédération australienne de rugby à XIII. Ce pays a aussi sa propre équipe nationale : l'équipe des Samoa de rugby à XIII formée avec des joueurs d'origine samoane pratiquant à l'étranger.
De nombreux joueurs du championnat néo-zélandais, australien, anglais sont samoans ou d'origine samoane, certains de ceux-ci sont d'ailleurs internationaux avec les Kiwis de Nouvelle-Zélande, ou avec les Kangaroos d'Australie (dans ces deux pays la population originaire des îles Samoa est importante).
Les Samoa sont également très bien représentés dans le domaine de la lutte professionnelle par le biais de l'une des plus célèbres familles de lutteurs, les Anoa'i. Bon nombre des membres de cette famille sont passés ou sont actuellement[Quand ?] à la World Wrestling Entertainment. On retrouve parmi ceux-ci:
- The Rock
- Rikishi
- Umaga
- Roman Reigns
- Jimmy & Jey Uso
- Afa Anoa'i, Jr.
- Sika Anoa'i
- Peter Maivia
- Yokozuna

Outre la famille des Anoa'i, on peut également citer Samoa Joe, anciennement à la WWE, maintenant à la AEW.
Les Samoa sont reconnues par le CIO depuis 1983. Jamais un Samoan n'est monté sur un podium olympique.
La pratique du football est minoritaire. Toutefois, les Samoa disposent d'une équipe nationale, affiliée à la FIFA et à l'OFC.

### Personnalités
Quelques-unes des personnalités des Samoa les plus célèbres incluent :

#### Personnalités samoanes
- Jonathan Lemalu (1976-) baryton-basse d'opéra, néo-zélandais de nationalité et d'origine samoane
- Olaf Frederick Nelson, homme d'affaires et homme politique samoan, à l'origine du mouvement Mau pour l'indépendance
- Samani Pulepule, leader religieux, dirigeant des Assemblées de Dieu des Samoa
- Malietoa Laupepa, roi des Samoa occidentales de 1889 à 1898.
- Fetauimalemau Mata'afa, femme politique samoane, députée puis haute-commissaire des Samoa en Nouvelle-Zélande
- Naomi Mata'afa, première ministre samoane depuis 2021
- Yuki Kihara (1975-) [25], artiste interdisciplinaire, fa'afafine, a représenté la Nouvelle-Zélande à la Biennale de Venise 2022 avec son pavillon Paradise Camp .

#### Personnalités occidentales liées aux Samoa
- Margaret Mead (1901-1978), anthropologue, a écrit Adolescence à Samoa en 1928
- Emma Forsayth (1850-1913), femme d'affaires américano-samoane ;
- Robert Louis Stevenson (1850- 1894), écrivain enterré à Vailima.
- Dwayne Johnson (« The Rock »), acteur et catcheur.

## Divers
- Lignes de téléphone : 35 300 (en 2013).
- Téléphones portables : plus de 167 400 (en 2013).
- Stations radio : 1 AM, 5 FM (en 2005).
- Postes de radio : 90 % des 23 098 foyers (en 2001).
- Stations de télévision : 3 (en 2005).
- Postes de télévision : 15 603 (en 2001).
- Nombre de fournisseurs d'accès Internet : 3 (en 2005).
- Routes : 2 350 km, 350 km goudronnées, 2 005 km non goudronnées (estimation de 2001).
- Voies ferrées : 0 km.
- Voies navigables : 2 043 km.
- Nombre d'aéroports : 4 (en 2013), 2 possédant des pistes goudronnées (dont l'aéroport Apia Faleolo, code AITA APW).
- Ports : Apia, Asau, Mulifanua, Salelologa.